# Alfred Lane

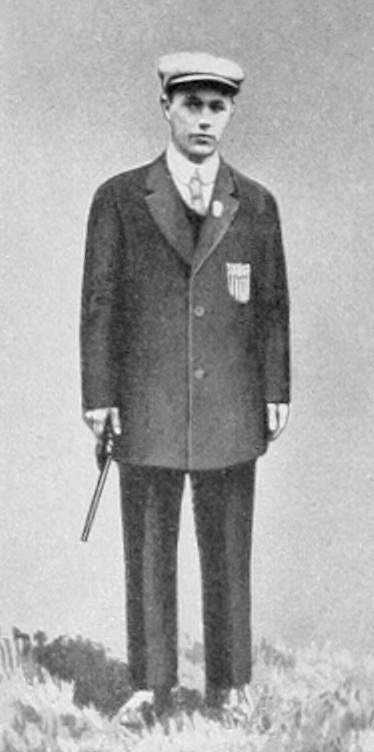
Alfred Lane (1912)

Alfred Page Lane (* 26. September 1891 in New York City; † Oktober 1965 ebenda) war ein US-amerikanischer Sportschütze. Er gewann fünf olympische Goldmedaillen.
Alfred Lane begann seine Karriere bei der Manhattan Rifle and Revolver Association. Mit 19 Jahren gewann er 1911 mehrere US-Meistertitel. Bei den Olympischen Spielen 1912 in Stockholm gewann er Gold mit der Freien Pistole und mit der Schnellfeuerpistole. Eine dritte Goldmedaille gewann er im Teamwettbewerb mit der freien Pistole. Im Teamwettbewerb mit der Schnellfeuerpistole wurde die amerikanische Mannschaft nur Vierte.
In den folgenden Jahren gewann er weitere US-Meistertitel. Bei den Olympischen Spielen 1920 in Antwerpen wurde Lane Dritter mit der Freien Pistole. Mit der Mannschaft gewann er zwei weitere Goldmedaillen: mit der Freien Pistole und mit der Schnellfeuerpistole.
Nach seiner Karriere arbeitete er in der Anzeigenabteilung der Firma Remington. Später leitete er die Fotoabteilung bei einem Zeitschriftenverlag.
Alfred Lane ist der einzige Sportschütze, dem bei denselben Olympischen Spielen der Gewinn mit der Freien Pistole und mit der Schnellfeuerpistole gelang. Der Finne Pentti Linnosvuo gewann ebenfalls in beiden Disziplinen Gold, allerdings mit acht Jahren Abstand.